# Quận Cherokee, South Carolina
Quận Cherokee is là một quận trong bang Nam Carolina của Hoa Kỳ. Quận được lập năm 1897 từ các khu vực của York, Union, và Spartanburg. Năm 2000, dân số quận này là 52.537; năm 2005 Cục điều tra dân số Hoa Kỳ ước tính dân số quận là 53.844 người, quận lỵ là Gaffney.6

## Địa lý
Theo Cục điều tra dân số Hoa Kỳ, quận có tổng diện tích 397 dặm Anh vuông (1.029 km²), trong đó, 393 dặm Anh vuông (1.017 km²) là diện tích đất và 5 dặm Anh vuông (12 km²) trong tổng diện tích (1.16%) là diện tích mặt nước.1

### Các quận giáp ranh
- Cleveland, Bắc Carolina - Bắc
- York, Nam Carolina - Đông
- Union, Nam Carolina - Nam
- Spartanburg, Nam Carolina - Tây
- Rutherford, Bắc Carolina - Tây bắc

## Dân số
Theo cuộc điều tra dân số2 tiến hành năm 2000, quận này có dân số 52.537 người, 20.495 hộ, và 14,612 gia đình sinh sống trong quận này. Mật độ dân số là 134 người trên mỗi dặm Anh vuông (52/km²). Đã có 22.400 đơn vị nhà ở với một mật độ bình quân là 57 trên mỗi dặm Anh vuông (22/km²).  Cơ cấu chủng tộc của dân cư sinh sống tại quận này gồm 46,92% người da trắng, 40,56% người da đen hoặc người Mỹ gốc Phi, 10,20% người thổ dân châu Mỹ, 0,31% người gốc châu Á, 0,02% người các đảo Thái Bình Dương, 1,16% từ các chủng tộc khác, và 0,84% từ hai hay nhiều chủng tộc.  2,08% dân số là người Hispanic hoặc người Latin thuộc bất cứ chủng tộc nào. 39,1% were of American, 6,8% người Ireland, 5,8% English và 5,6% German theo kết quả điều tra dân số năm 2000.
Có 20,495 hộ trong đó có 32,70% có con cái dưới tuổi 18 sống chung với họ, 51,30% là những cặp kết hôn sinh sống với nhau, 15,40% có một chủ hộ là nữ không có chồng sống cùng, và 28,70% là không gia đình. 25,00% trong tất cả các hộ gồm các cá nhân và 9,40% có người sinh sống một mình và có độ tuổi 65 tuổi hay già hơn.  Quy mô trung bình của hộ là 2,53 còn quy mô trung bình của gia đình là 3,01,
Cơ cấu độ tuổi dân cư quận này như sau 25,80% dưới độ tuổi 18, 9,00% từ 18 đến 24, 29,60% từ 25 đến 44, 23,20% từ 45 đến 64, và 12,40% người có độ tuổi 65 tuổi hay già hơn.  Độ tuổi trung bình là 35 tuổi. Cứ mỗi 100 nữ giới thì có 93,80 nam giới. Cứ mỗi 100 nữ giới có độ tuổi 18 và lớn hơn thì, có 90,70 nam giới.
Thu nhập bình quân của một hộ ở quận này là $33.787, và thu nhập bình quân của một gia đình ở quận này là $39,393, Nam giới có thu nhập bình quân $30.984 so với mức thu nhập $21.298 đối với nữ giới. Thu nhập bình quân đầu người của quận là $16.421, Khoảng 11,00% gia đình và 23,90% dân số sống dưới ngưỡng nghèo, bao gồm 16,90% những người có độ tuổi 18 và 15,20% là những người 65 tuổi hoặc già hơn.